# Port lotniczy Puerto Rico
Port lotniczy Puerto Rico – port lotniczy zlokalizowany w boliwijskim mieście Puerto Rico.